# Tigrioides euchana
Tigrioides euchana är en fjärilsart som beskrevs av Swinhoe 1893. Tigrioides euchana ingår i släktet Tigrioides och familjen björnspinnare. Inga underarter finns listade i Catalogue of Life.